# 파울루 호제리우 헤이스 시우바
파울루 호제리우 헤이스 시우바(Paulo Rogério Reis Silva, 1984년 4월 10일 ~ )는 브라질의 축구 선수이며, 포지션은 수비형 미드필더 및 풀백이다. 현재 EC 아구아 산타 소속이며, 소말리아(Somália)라고도 알려져 있다.
2005년 브라질의 CA 타쿠아리칭가에서 데뷔했으며, 이후 AA 프랑카나를 거쳐 2007년 CA 브라간치누로 이적해 그 해 팀의 세리이 C 우승에 공헌하였다. 그 뒤 2009년 아메리카 FC를 거쳐 2010년 보타포구 FR과 5년 계약을 맺은 뒤 그 해 팀의 캄페오나투 카리오카 우승에 기여했으며, 2012년부터 AA 폰치 프레타와 조인빌리 EC로 임대를 떠났다. 이후 2013년 ABC FC를 거쳐 2015년 CRB로 팀을 옮겨 2016년 팀의 캄페오나투 알라고아누 우승에 일조했으며, 2017년 아메리카 FC로 복귀하였다. 그 뒤 2019년 EC 아구아 산타로 이적하였다.
보타포구 FR 소속이던 2011년 1월 5일 바하다티주카에서 한 남성에 의해 2시간여동안 납치되어 팀의 훈련에 참가하지 못했다는 진술을 했으나, 현지 경찰이 소말리아의 자택의 CCTV를 조사한 결과 소말리아가 집에 있었다는 것이 확인되어 소말리아가 지각으로 인한 40% 임금 삭감 처분을 면하기 위해 거짓말을 했다는 사실이 밝혀졌다. 경찰은 허위 신고 혐의로 소말리아를 기소했으며, 소말리아는 징역형 및 전과 기록을 피하기 위해 홍수로 피해를 입은 사람들에게 22000 헤알을 기부하는 것으로 검찰과 합의하였다.